# Саніґія
Саніґія (груз. სანიგეთი) — пізньоантичне та ранньосередньовічне державне утворення.
Розташовувалося на території сучасної Абхазії, а також на південному-заході Краснодарського краю по березі Чорного моря між річками Жвавий-Квара. Етнічна ідентичність населення Саніґії поки точно невизначена і є предметом суперечок. За однією з версій, населене було протоабхазьким племенем саніґів, за іншими — санами (предки менґрелів та лазів)або протосванами.
Столицею було місто Цандрипш. Правляча династія — Цанба.

## Історія
Відомо з I століття н. е.. На початку VI століття було захоплене сусіднім, більш сильним, князівством Абазгія.